# ALCO S-1
A ALCO S-1 foi uma manobreira Diesel Eletrica de 660Hp produzida pela ALCO e sua subsidiária canadense Montreal Locomotive Works (MLW)
Equipada com o motor M539, que a Alco apresentou-o em duas versões, com 660Hp e 100Hp; Um com sopradores do tipo aspirado e o outro com um turbo compressor de 1000Hp, foram concebidas duas locomotivas de manobra para serem equipadas com tais motores, a S-1 e S-2. No Brasil a Estrada de Ferro Central do Brasil adquiriu cinco unidades do modelo S-1 para manobras. A S-1 foi a primeira da Série-S, que fez muito sucesso em todo mundo aliando confiabilidade da mecânica Alco com as partes elétricas GE. 
Toda parte elétrica da máquina é fornecida pela GE numa parceria que estas empresas fizeram, onde a Alco construía a máquina e fornecia o motor diesel e a GE material elétrico.Somente tal união era capaz de concorrer em igualdade com a GM-EMD. Esta parceria só seria rompida em 1953 pela GE, quando esta conseguiu desenvolver o motor diesel FDL, em produção até os dias de hoje. A S-1 fo produzida entre Abril de 1940 e Junho de 1950, com um total de 540 fabricadas. A S-1 evoluiu para S-3, que também possui 660Hp, mas é equipada com truques padronizados "AAR type A switcher trucks", enquanto a S-1 rodava sobre truques Blunt, que recebe este nome pelo seu designer, um empregado da própria Alco.  

## Alco S-1 no Brasil
As Alco S-1 recebidas pela Central do Brasil chegaram em 1943 exatamente iguais as suas irmãs norte-americanas, mas devido com o calor do Brasil, principalmente com por operarem na região do Rio de Janeiro, com temperaturas médias muito mais elevadas que as para qual foram projetadas para operar começaram a apresentar problemas de super-aquecimento, o que levou a Central do Brasil a efetuar pequenas reformas nelas. Tais reformas após efetuadas resultaram em pequenas diferenças as demais Alco S-1 sendo denominadas Alco S-1 Modernizadas por alguns. Entre estas diferenças estão o exaustor de gases do motor com comprimento alongado e perfil quadrado e não redondo, as grades dos radiadores laterias maiores, semelhantes as do modelo S-2 de maior potência e a grade do ventilador superior redonda, semelhante as das Alco FA-1 em contraponto a tradicional grade quadrada.

### S-1 no Brasil
| Ferrovia                           | Quantidade | Numeração | Notas           |
| ---------------------------------- | ---------- | --------- | --------------- |
| Estrada de Ferro Central do Brasil | 5          | 3001–3005 | 3003 preservada |